# تاريخ الغلاف
تاريخ الغلاف من النشر الدوري هو التاريخ المعروض على الغلاف، والذي ليس بالضرورة هو تاريخ النشر الحقيقي ( تاريخ البيع أو تاريخ الإصدار )؛ تواريخ الغلاف اللاحقة شائعة في نشر المجلات والكتب المصورة . الأمر الأكثر غرابة والغير معتاد هو أن صحيفة لو موند هي صحيفة يومية تصدر في فترة ما بعد الظهر قبل تاريخ نشرها على الغلاف. بالنسبة لبعض المنشورات، قد لا يوجد تاريخ الغلاف على الغلاف الخاص بها ، بل على الغلاف الداخلي أو على الصفحة الداخلية.

## المجلات
في الولايات المتحدة وكندا والمملكة المتحدة ، تتمثل الممارسة القياسية في عرض أغطية المجلات تاريخًا يكون بضعة أسابيع أو أشهر في المستقبل من تاريخ النشر أو الإصدار. هناك سببان لهذا التناقض: أولاً ، السماح للمجلات بالاستمرار في الظهور "حاليًا" إلى المستهلك حتى بعد بيعها لبعض الوقت (حيث لن يتم بيع جميع المجلات على الفور) ، وثانيًا ، لإبلاغ أكشاك بيع الصحف عند بيع مجلة غير مباعة يمكن إزالتها من المدرجات وإعادتها إلى شركة النشر أو إتلافها (في هذه الحالة ، تاريخ الغلاف هو أيضًا (تاريخ السحب).
الصالات الأسبوعية (مثل  تايم و نيوزويك) مؤرخة بشكل عام قبل أسبوع. يتم تأريخ الصالات الشهرية (مثل ناشيونال جيوغرافيك) بشكل عام من شهرين إلى ثلاثة أشهر ، ويتم تأريخ الدورات الفصلية بشكل عام قبل نصف شهر. في بلدان أخرى ، عادةً ما يتطابق تاريخ الغلاف بشكل وثيق مع تاريخ النشر ، وقد يكون بالفعل متطابقًا فيما يتعلق بالمجلات الأسبوعية. في جميع الأسواق ، من النادر أن تشير المجلات الشهرية إلى يوم معين من الشهر: وبالتالي فإن الإصدارات مؤرخة مايو 2016 ، وهكذا ، في حين أن المجلات الأسبوعية قد تكون مؤرخة 17 مايو 2016.

## القصص المصورة
كانت الممارسة العامة لمعظم شركات القصص المصورة السائدة منذ إنشاء القصص المصورة في ثلاثينيات القرن العشرين هي تحديد تاريخ الإصدارات الفردية بوضع اسم الشهر (وفي وقت لاحق من العام أيضًا) على الغلاف الذي كان عمومًا بعد شهرين من تاريخ الإصدار. على سبيل المثال، فإن إصدار عام 1951 من سوبرمان الذي كان تاريخ غلافه يوليو كان ليتم نشره قبل شهرين من ذلك التاريخ في شهر مايو، بشكل عام. في عام 1973، انخفض التناقض بين تاريخ الغلاف وتاريخ النشر من شهرين إلى ثلاثة أشهر. في عام 1989، تم تغيير التناقض بين تاريخ الغلاف وتاريخ النشر إلى شهرين مرة أخرى، على الرغم من أن كل شركة كتب مصورة تستخدم الآن نظامها الخاص.
من بين الناشرين الرئيسيين للقصص المصورة الأمريكية، تواصل دي سي كومكس وضع تواريخ الغلاف على الغلاف. اختارت مارفل كومكس عدم وضع تواريخ الغلاف على الغلاف في أكتوبر 1999؛ بدلاً من ذلك، تم نقل تاريخ "الغلاف" إلى مؤشرات على الصفحة الداخلية.